# Jay (Oklahoma)
Jay és una ciutat dels Estats Units a l'estat d'Oklahoma. Segons el cens del 2000 tenia 2.482 habitants.

## Demografia
Segons el cens del 2000, Jay tenia 2.482 habitants, 954 habitatges, i 609 famílies. La densitat de població era de 296,7 habitants per km².
Dels 954 habitatges en un 33% hi vivien nens de menys de 18 anys, en un 40,9% hi vivien parelles casades, en un 17,8% dones solteres, i en un 36,1% no eren unitats familiars. En el 32,6% dels habitatges hi vivien persones soles el 15,3% de les quals corresponia a persones de 65 anys o més que vivien soles. El nombre mitjà de persones vivint en cada habitatge era de 2,48 i el nombre mitjà de persones que vivien en cada família era de 3,13.
Per edats la població es repartia de la següent manera: un 28,3% tenia menys de 18 anys, un 9% entre 18 i 24, un 27% entre 25 i 44, un 20,1% de 45 a 60 i un 15,5% 65 anys o més.
L'edat mediana era de 34 anys. Per cada 100 dones de 18 o més anys hi havia 82 homes.
La renda mediana per habitatge era de 21.875 $ i la renda mediana per família de 25.592 $. Els homes tenien una renda mediana de 20.212 $ mentre que les dones 17.039 $. La renda per capita de la població era de 10.700 $. Entorn del 21,4% de les famílies i el 25,9% de la població estaven per davall del llindar de pobresa.

## Poblacions més properes
El següent diagrama mostra les poblacions més properes.